# Vincent Chin
Vicent G. Chin (Kingston, Jamaica, 3 de octubre de 1937 – Fort Lauderdale, Miami, Estados Unidos, 2 de febrero de 2003). Fue un productor discográfico jamaiquino y propietario del Randy's Shop, de un estudio de grabación y sello discográfico, trasladándose posteriormente a Nueva York en donde estableció el imperio VP Records, ahora el más grande sello independiente y distribuidor de música caribeña en el mundo.

## Biografía
Chin fue hijo de un carpintero que abandonó China continental para una breve estadía en Cuba, y luego se estableció en Jamaica en la década de 1920. En su adolescencia, a comienzos de la década de 1950, Vicent supervisó el almacenamiento y mantenimiento de máquinas de discos en los bares de la isla para Isaac Issa, un prominente hombre de negocios sirio-jamaiquino. Mantuvo el exceso y reemplazó grabaciones y los utilizó para abrir su tienda en las calles East y Tower en Kingston en 1958.

Tienda de música Randy's.

Comenzó grabando artistas locales, convirtiéndose en los primeros en emitir música grabada de forma local en la isla. Éxitos tempranos como productor incluyen canciones de ska por el cantante de género calipso Lord Creator, y uno de los primeros sencillos emitidos por Island Records fue «Independent Jamaica» de Lord Creator en 1962, el cual fue producido por Chin. Otros éxitos temprano incluyen éxitos de Basil Gabbidon, Jackie Opel, John Holt, y el dúo Alton & Eddie (Alton Ellis y Eddie Perkins). En 1962, Chin trasladó la tienda a una antigua heladería en 16-17 North Parade, y él y su esposa establecieron un estudio de grabación encima de la tienda, el cual se hizo localmente conocido como Studio 17. A principios de 1970, el ingeniero Errol Thompson había mejorado el estudio con más equipo moderno, y Clive tomo un papel de productor líder, con la banda de la casa Randy's All-Stars, que incluye entre sus miembros los bajistas y tecladistas Aston "Familyman" Barrett y Tyrone Downie, el baterista Sly Dunbar, y un joven tecladista Horace Swaby, mejor conocido más adelante como Augustus Pablo. El estudio probó popularidad entre muchos de los principales productores de Jamaica. Lee "Scratch" Perry grabó varios temas allí con Bob Marley & The Wailers, y otros grandes artistas incluyendo Gregory Isaacs, Dennis Brown, Burning Spear, y Johnny Nash. El estudio fue posteriormente actualizado a 16 pistas, y fue utilizado por el hijo mayor de Vincent Clive para grabar el álbum debut de August Pablo This is August Pablo en 1973.
La familia Chin expandió sus intereses comerciales en Estados Unidos, con la apertura de sucursales de Randy's manejado por los hermanos de Vicent Victor y Keith. Posteriormente, la familia comenzó a imprimir grabaciones e incursionaron en la distribución. En 1979, Chin cerró el estudio Randy's y se trasladó a Nueva York y con su esposa Patricia Chin, abriendo la tienda y sello discográfico VP Records (las iniciales de Vicent y Patricia) en Queens. VP se convirtió en la compañía de grabación de música reggae más grande en Estados Unidos, y posteriormente adquirió Greensleeves Records, convirtiéndose en el sello y distribuidor independiente de música caribeña más grande del mundo. En 2002, el sello formó una alianza de distribución/mercadeo con Atlantic Records.
Vicent Chin se trasladó a Miami antes de retirarse, su deterioro de salud debido a la diabetes. Murió el 2 de febrero de 2003.